# Alem Cultural and Entertaining Center
Alem Cultural and Entertaining Center (turc : Älem medeni dynç alyş merkezi) est un centre culturel et de loisirs situé à Achgabat, au Turkménistan. La structure, haute de 95 mètres (312 pieds), est officiellement ouverte au public depuis le 18 mai 2012. Le président du Turkménistan Gurbanguly Berdimuhamedow a assisté à la cérémonie d'ouverture.
Une grande cage de verre et d'acier se trouve au-dessus de l'immeuble, et contient une grande roue appelée « Alem » (ce qui signifie « l'univers »). Alem est reconnue par le Livre Guinness des records comme la plus grande roue du monde dans un espace clos au moment de la cérémonie d'ouverture.
Certaines sources affirment qu'Alem mesure 47 mètres (154 pieds) ou 47,6 mètres (156 pieds) de hauteur, tandis que d'autres affirment que son diamètre est de 57 mètres (187 pieds).
Elle a été construite par Giant Whells, filiale de Fabbri Group.